# John Pettie

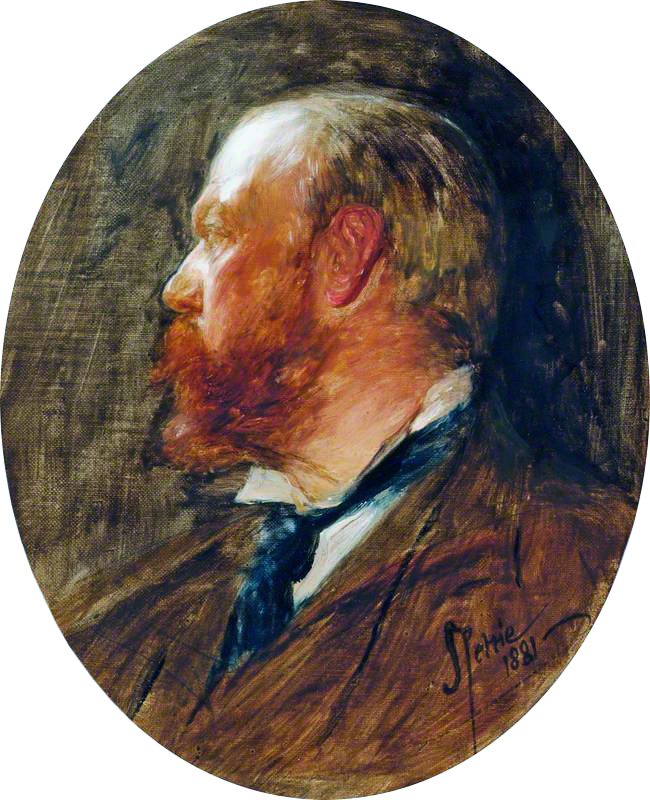
Autorretrato (1881).

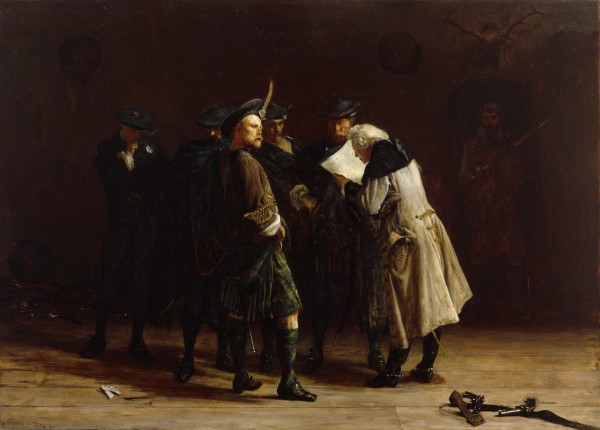
Jacobitas en 1745, (pintado en 1874).

John Pettie (17 de marzo de 1839 - 21 de febrero de 1893) fue un pintor escocés. Nació en Edimburgo, hijo de Alexander y Alison Pettie. En 1852 la familia se mudó a East Linton, en Haddingtonshire, y un retrato del portador de pueblo y su asno venció las objeciones de su padre sobre el arte como una carrera para su hijo.

## Biografía
Cuando cumplió dieciséis años entró en la academia Trustees de Edimburgo, trabajando bajo la supervisión de Robert Scott Lauder y con William Quiller Orchardson, J. MacWhirter, W. M. Taggart, Peter Graham, Tom Graham y George Paul Chalmers. Su primera exhibición en la Real Academia Escocesa fue A Scene from the Fortunes of Nigel uno de los muchos temas en los que se inspiró en las novelas de Sir Walter Scott y dos retratos en 1858, seguido en 1859 por The Prison (la prisión). A la Real Academia en 1860 mandó The Armourers; y el éxito de su trabajo y de What d'ye Lack, Madam? en el año siguiente, lo envalentonaron para instalarse en Londres en 1862 donde se unió a Orchardson. 
En 1866 fue elegido él fue elegido miembro de la Real Academia, y en 1874 recibió todos los honores académicos sucediendo a Sir Edwin Landseer. Su foto del diploma era Jacobites, 1745. Pettie trabajaba duro y muy eficientemente, y en su mejor momento, un colorista de primer orden y un fenomenal ejecutor. En sus primeros días producía una cantidad ingente de ilustraciones para libros. Su asociación con Good Words comenzó en 1861, y continuó hasta 1864. 

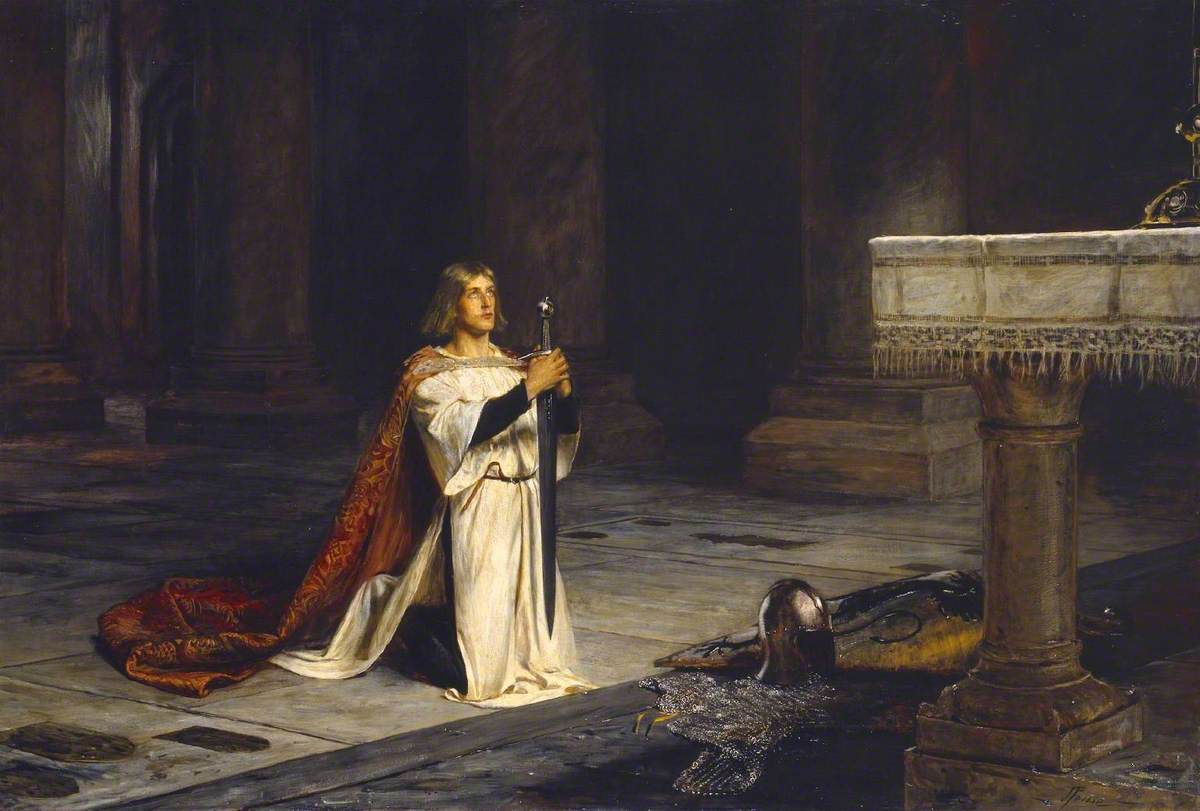
La vigilia, 1884, Tate Gallery.

Con J. MacWhirter ilustró The Postman's Bag (Strahan, 1862), y Wordsworth's Poetry for the Young (Strahan, 1863). Sus obras principales, además de las mencionadas son Cromwell's Saints (1862); The Trio (1863); George Fox refusing to take the Oath (1864); A Drumhead Courtmartial (1865); The Arrest for Witchcraft (1866); Treason (1867); Tussle with a Highland Smuggler (1868); The Sally (1870); Terms to the Besieged (1872); The Flag of Truce (1873); Ho! Ho! Old Null and A State Secret (1874); A Sword and Dagger Fight (1877); The Death Warrant (1879); Monmouth and James II(1882); The Vigil (1884); Challenged (1883); The Chieftain's Candlesticks (1886); Two Strings to Her Bow (1887); The Traitor and Sir Charles Wyndham as David Garrick (1888); y The Ultimatum and Bonnie Prince Charlie (1892). 
El joven compositor Hamish MacCunn hizo de modelo en muchas obras de Pettie, y en 1888 MacCunn se casó con la hija de Pettie, Alison. Pettie, un múscio amateur muy entusiasta. Ayudó en la carrera de MacCunn organizando conciertos en su propio estudio.
Pettie murió en Hastings. En 1894 una selección de su trabajo fue incluida en la exhibición invernal de la Real Academia. Y su autorretrato en la Galería Tate.
El libro John Pettie, R.A. (Londres, 1908), escrito por su sobrino Martin Hardie, aporta la historia de su vida, un catálogo de sus obras, y cincuenta reproducciones en color.